# إي. ويليام هنري
إي. ويليام هنري (بالإنجليزية: E. William Henry)‏ هو سياسي أمريكي، ولد في 4 مارس 1929. حزبياً، نشط في الحزب الديمقراطي.